# Windows-949
 (septembre 2020).
Si vous disposez d'ouvrages ou d'articles de référence ou si vous connaissez des sites web de qualité traitant du thème abordé ici, merci de compléter l'article en donnant les références utiles à sa vérifiabilité et en les liant à la section « Notes et références ».
Windows-949 ou CP949 est un jeu de caractères, aussi appelé Unified Hangul Code ou Extended Wansung, utilisé sur le système d'exploitation Microsoft Windows en coréen, développé pour Windows 95, compatible avec la norme KS C 5601 (appelée KS X 1001 après 1998) et avec le codage Johab. 
C'est un codage sur 16 bits variable, similaire à l’EUC-KR, dans lequel les caractères peuvent être définis un octet ou sur deux octets. Les caractères 0x00-0x7F sont identiques à la norme KS C 5636 (appelée KS X 1003 après 1998) et utilisent un octet. Le reste des caractères commençant par 0x81-0xC6 occupent deux octets. Il compte 11172 caractères, dont 2350 caractères hangeul du KS C 5601 (KS X 1001) et 8822 caractères précomposés du Johab.